# Акт о независимости Литвы
Акт о восстановлении независимости Литвы (лит. Lietuvos nepriklausomybės atkūrimo aktas) или Акт 16 февраля — документ, составленный и подписанный Советом Литвы под председательством Йонаса Басанавичюса 16 февраля 1918 года и провозгласивший восстановление независимого государства Литва, которое должно управляться на демократических началах, со столицей в городе Вильнюсе. Документ был подписан всеми 20 делегатами. Акт 16 февраля стал последним из серии резолюций, касающихся проблемы о самоопределении Литвы, включая Акт 8 января, подписанный на Вильнюсской конференции. Путь к независимости был длинным и сложным из-за того, что Германская империя оказывала давление на Совет Литвы с целью создания союза. Депутатам приходилось маневрировать между интересами Германии, войска которой располагались в Литве (территория Ober Ost), и требованиями литовского народа.
Реакция на известие о восстановлении независимой Литвы была очень сдержанной. Публикация акта была запрещена властями Германии, текст резолюции печатался и распространялся подпольно. Работе Совета постоянно препятствовали, а немцы продолжали контролировать всю территорию Литвы. Ситуация изменилась, когда осенью 1918 года Германия проиграла Первую мировую войну. В ноябре 1918 года был сформирован первый литовский кабинет министров, а Совет Литвы получил контроль над всей территорией страны. Независимость наконец стала реальностью, хотя Литва вынуждена была участвовать в нескольких войнах, чтобы окончательно подтвердить её.
Оригинальный документ нашёл профессор Людас Мажилис в политическом архиве министерства иностранных дел в Берлине в конце марта 2017 года. Акт является законным обоснованием существования независимой Литвы как в межвоенный период, так и после 1990 года. В документе сформулированы основные принципы государственного устройства, которые в том числе отражены во всех конституциях Литвы. Акт также стал ключевым документом в 1990 году после провозглашения восстановления независимости страны от СССР. Власти Литвы подчеркивали, что это просто восстановление независимого государства, которое существовало с 1918 по 1940 год, а Акт о независимости никогда не терял своей силы.

## Текст акта
| Строка | Оригинальный текст                                                        | Оригинальный текст                                                        | Русский перевод                                                                     | Русский перевод                                                                     |
| ------ | ------------------------------------------------------------------------- | ------------------------------------------------------------------------- | ----------------------------------------------------------------------------------- | ----------------------------------------------------------------------------------- |
| 1      | NUTARIMAS                                                                 | NUTARIMAS                                                                 | Постановление                                                                       | Постановление                                                                       |
| 2      | Lietuvos Taryba savo posėdyje vasario 16 d. 1918 m. vienu balsu nu-       | Lietuvos Taryba savo posėdyje vasario 16 d. 1918 m. vienu balsu nu-       | Совет Литвы на заседании 16 февраля 1918 года единогласно решил                     | Совет Литвы на заседании 16 февраля 1918 года единогласно решил                     |
| 3      | tarė kreiptis: į Rusijos, Vokietijos ir kitų valstybių vyriausybės šiuo   | tarė kreiptis: į Rusijos, Vokietijos ir kitų valstybių vyriausybės šiuo   | обратиться к правительствам России, Германии и других государств со следующей       | обратиться к правительствам России, Германии и других государств со следующей       |
| 4      | pareiškimu:                                                               | pareiškimu:                                                               | декларацией:                                                                        | декларацией:                                                                        |
| 5      | Lietuvos Taryba, kaipo vienintelė lietuvių tautos atstovybė, remdamos     | Lietuvos Taryba, kaipo vienintelė lietuvių tautos atstovybė, remdamos     | Совет Литвы, как единственный представитель литовской нации, основываясь на         | Совет Литвы, как единственный представитель литовской нации, основываясь на         |
| 6      | pripažintaja tautų apsisprendimo teise ir lietuvių Vilniaus konferencijos | pripažintaja tautų apsisprendimo teise ir lietuvių Vilniaus konferencijos | признанном праве народов на самоопределение и на принятой Вильнюсской конференцией  | признанном праве народов на самоопределение и на принятой Вильнюсской конференцией  |
| 7      | nutarimu rugsėjo mėn. 18-23 d. 1917 metais, skelbia atstatanti nepriklau- | nutarimu rugsėjo mėn. 18-23 d. 1917 metais, skelbia atstatanti nepriklau- | резолюции 18-23 сентября 1917 года, провозглашает восстановление независимого,      | резолюции 18-23 сентября 1917 года, провозглашает восстановление независимого,      |
| 8      | somą demokratiniais pamatais sutvarkytą Lietuvos valstybę su sostine      | somą demokratiniais pamatais sutvarkytą Lietuvos valstybę su sostine      | на демократических принципах основанного Литовского государства со столицей         | на демократических принципах основанного Литовского государства со столицей         |
| 9      | Vilniuje ir tą valstybę atskirianti nuo visų valstybinių ryšių, kurie     | Vilniuje ir tą valstybę atskirianti nuo visų valstybinių ryšių, kurie     | в Вильнюсе и отделение этого государства от всех государственных связей, которые    | в Вильнюсе и отделение этого государства от всех государственных связей, которые    |
| 10     | yra buvę su kitomis tautomis.                                             | yra buvę su kitomis tautomis.                                             | когда-либо имели место с другими нациями.                                           | когда-либо имели место с другими нациями.                                           |
| 11     | Drauge Lietuvos Taryba pareiškia, kad Lietuvos valstybės pama-            | Drauge Lietuvos Taryba pareiškia, kad Lietuvos valstybės pama-            | Совет Литвы также объявляет, что основы Литовского государства                      | Совет Литвы также объявляет, что основы Литовского государства                      |
| 12     | tus ir jos santykius su kitomis valstybėmis privalo galutinai nustatyti   | tus ir jos santykius su kitomis valstybėmis privalo galutinai nustatyti   | и его отношения с другими государствами подлежат окончательному установлению        | и его отношения с другими государствами подлежат окончательному установлению        |
| 13     | kiek galima graičiau sušauktas steigiamasis seimas, demokratiniu budu     | kiek galima graičiau sušauktas steigiamasis seimas, demokratiniu budu     | как можно скорее созванным учредительным сеймом, выбранным демократическим способом | как можно скорее созванным учредительным сеймом, выбранным демократическим способом |
| 14     | visų jos gyventojų išrinktas.                                             | visų jos gyventojų išrinktas.                                             | всеми жителями государства.                                                         | всеми жителями государства.                                                         |
| 15     | Lietuvos Taryba pranešdama apie tai …………………                               | Lietuvos Taryba pranešdama apie tai …………………                               | Совет Литвы, информируя об этом правительство …………………,                              | Совет Литвы, информируя об этом правительство …………………,                              |
| 16     | vyriausybei, prašo pripažinti nepriklausomą Lietuvos valstybę.            | vyriausybei, prašo pripažinti nepriklausomą Lietuvos valstybę.            | просит признания независимого государства Литва.                                    | просит признания независимого государства Литва.                                    |
|        |                                                                           |                                                                           |                                                                                     |                                                                                     |
| 17     |                                                                           | Dr. Jonas Basanavičius                                                    |                                                                                     | Д-р Йонас Басанавичюс                                                               |
| 18     |                                                                           | Saliamonas Banaitis                                                       |                                                                                     | Салямонас Банайтис                                                                  |
| 19     |                                                                           | Mykolas Biržiška                                                          |                                                                                     | Миколас Биржишка                                                                    |
| 20     | Vilniuje, vasario 16 d. 1918 m.                                           | Kazys Bizauskas                                                           | В Вильнюсе, 16 февраля 1918 года                                                    | Казис Бизаускас                                                                     |
| 21     |                                                                           | Pranas Dovydaitis                                                         |                                                                                     | Пранас Довидайтис                                                                   |
| 22     | Jurgis Šaulys                                                             | Steponas Kairys                                                           | Юргис Шаулис                                                                        | Степонас Кайрис                                                                     |
| 23     | Jokūbas Šernas                                                            | Petras Klimas                                                             | Йокубас Шернас                                                                      | Пятрас Климас                                                                       |
| 24     | Antanas Smetona                                                           | Donatas Malinauskas                                                       | Антанас Сметона                                                                     | Донатас Малинаускас                                                                 |
| 25     | Jonas Smilgevičius                                                        | Vladas Mironas                                                            | Йонас Смилгявичюс                                                                   | Владас Миронас                                                                      |
| 26     | Justinas Staugaitis                                                       | Stanisław Narutowicz                                                      | Юстинас Стаугайтис                                                                  | Станислав Нарутович                                                                 |
| 27     | Aleksandras Stulginskis                                                   | Alfonsas Petrulis                                                         | Александрас Стульгинскис                                                            | Алфонас Петрулис                                                                    |
| 28     | Jonas Vailokaitis                                                         | Kazimieras Steponas Šaulys                                                | Йонас Вайлокайтис                                                                   | Казимерас Стяпонас Шаулис                                                           |
| 29     | Jonas Vileišis                                                            |                                                                           | Йонас Вилейшис                                                                      |                                                                                     |